# Terminal Aerodrome Forecast
Terminal Aerodrome Forecast (TAF) en typ av väderprognos för flygplatser.
TAF utges med regelbundna intervall under flygplatsens öppethållande. Den baseras bland annat på METAR, observationer som utförs av flygtrafikledningen på den enskilda flygplatsen.
År 2022 utfärdades TAF bland annat för 30-tals trafikflygplatser i Sverige.